# Topeng (dansa)

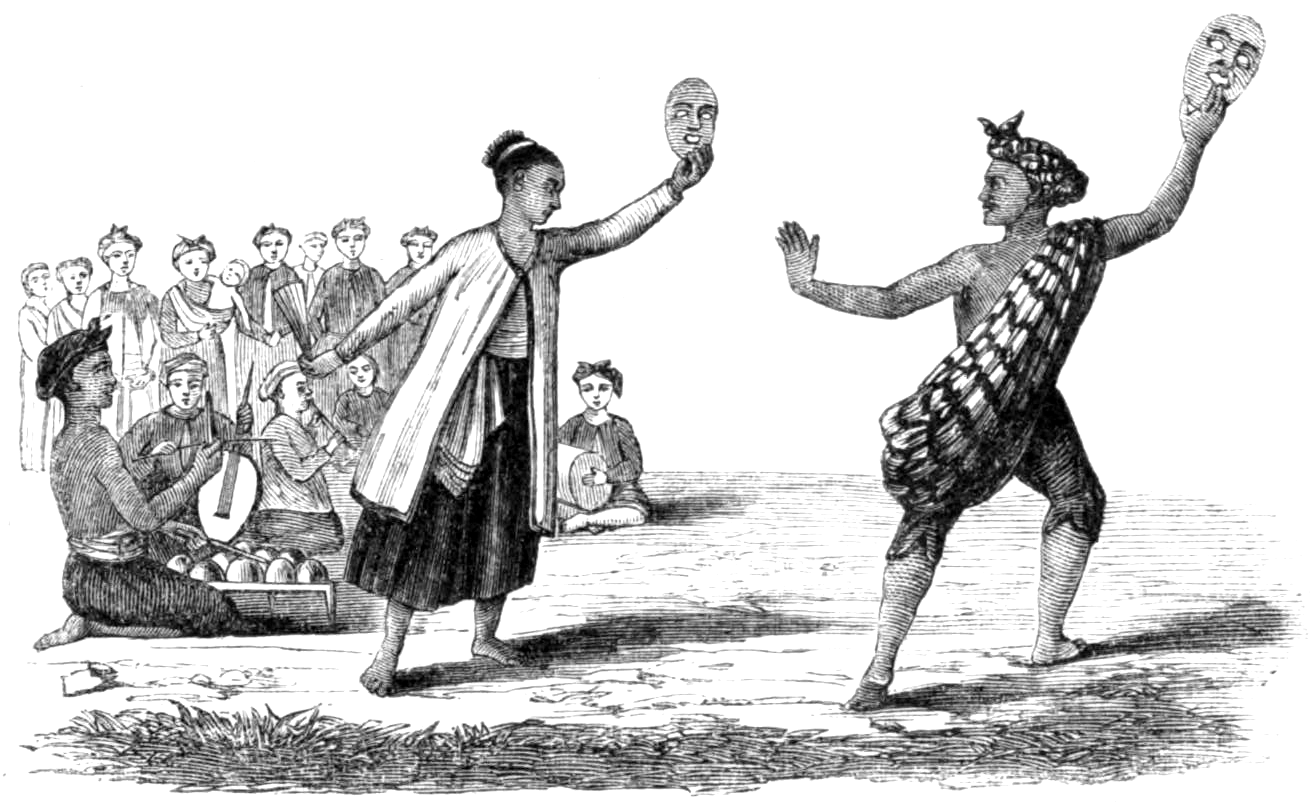
Topeng

Topeng (nom indonesi per "màscara") és una forma dramàtica de dansa indonèsia en el qual un o més balladors porten una màscara personalitzada amb ornamentacions, en el qual s'interpreten narratives tradicionals sobre reis llegendaris, herois i mites, i que va acompanyada per música de gamelan.

## Història
La dansa emmascarada a Indonèsia és anterior a les influències hindú-budistes. Les tribus indígenes d'Indonèsia continuen realitzant balls tradicionals emmascarats per representar la naturalesa, com la dansa Hudoq del poble Diak de Kalimantan, o per representar culte als ancestres. Amb l'arribada de l'hinduisme a l'arxipèlag, les epopeies ramayana i mahabharata van començar a ser interpretades en danses emmascarades. No obstant això, la història més popular de la dansa topeng deriva dels cicles Panji javanesos desenvolupats localment, basats en els contes i el romanç del príncep Panji i la princesa Chandra Kirana, situats al regne Kadiri del segle xii.
Un dels primers registres escrits de la dansa topeng es troba al poema Nagarakretagama, del segle xiv, que descriu al rei Hayam Wuruk de Majapahit, que portava una màscara d'or, com a ballarí de gran èxit. La forma actual de dansa topeng va sorgir al segle xv a Java i Bali, on continua essent present, però també es troba en altres illes d'Indonèsia, com Madura (a prop d'East Java). Diversos balls i estils topeng s'han desenvolupat en diversos llocs de l'arxipèlag indonesi, sobretot a Cirebon, Yogyakarta, Malang i Bali. La tècnica desenvolupada de topeng és ara estudiada a les universitats d'Europa i Amèrica.

## Topeng balinès

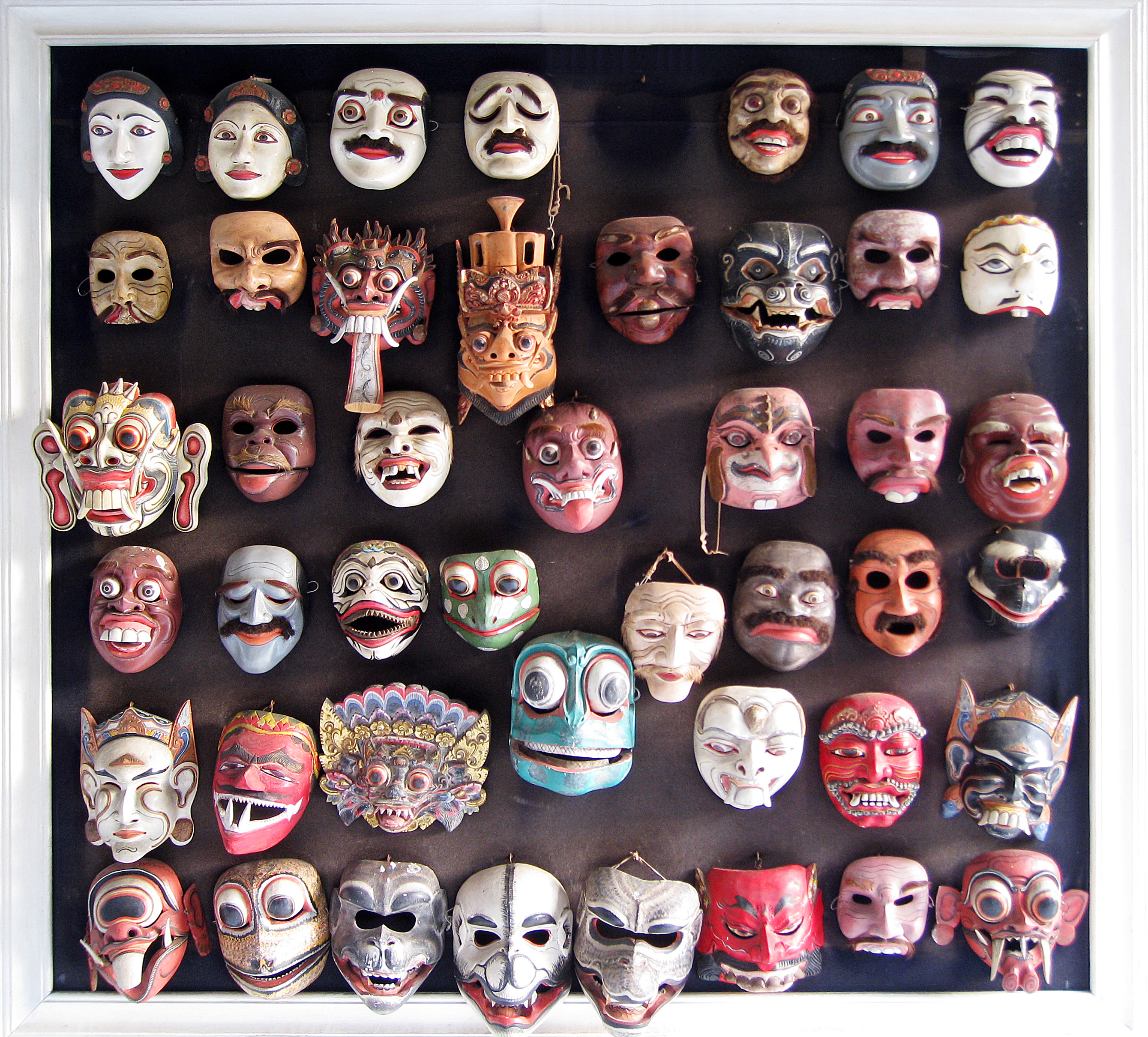
Diverses màscares balineses de dansa topeng a Taman Mini Indonèsia Indah

Es creu que l'ús de les màscares està relacionat amb el culte dels avantpassats, que consideraven els ballarins com intèrprets dels déus. Les actuacions de topeng s'obren amb una sèrie de personatges emmascarats que no parlen, que potser no estan relacionats amb la història que es farà. Aquestes màscares tradicionals sovint inclouen Topeng Manis (un heroi refinat), Topeng Kras (un personatge marcial, autoritari) i Topeng Tua (un vell que pot fer broma i atraure el públic).
La història es narra a partir d'un penasar, una mitja-màscara sense mandíbules que permet a l'actor parlar clarament. En el grup topeng, normalment hi ha dos penasars que ofereixen dos punts de vista. La representació alterna entre personatges que parlen i els que no parlen, i pot incloure seqüències de dansa i lluita, així com efectes especials (de vegades proporcionats pel gamelan). Gairebé sempre està envoltat per una sèrie de personatges còmics que introdueixen les seves pròpies opinions. Els narradors i els personatges còmics sovint trenquen les convencions occidentals de narració de contes inclòs els esdeveniments actuals o les xafarderies locals per fer riure.
En topeng, hi ha un intent conscient d'incloure molts aspectes, de vegades contradictoris, de l'experiència humana: el sagrat i el profà, la bellesa i la lletjor, el refinament i la caricatura. Una descripció detallada i l'anàlisi del topeng pajegan, la forma individual de topeng, està disponible a Masked Performance de John Emigh, un professor de teatre occidental que s'ha convertit en un intèrpret de topeng balinès.

## Topeng Cirebon

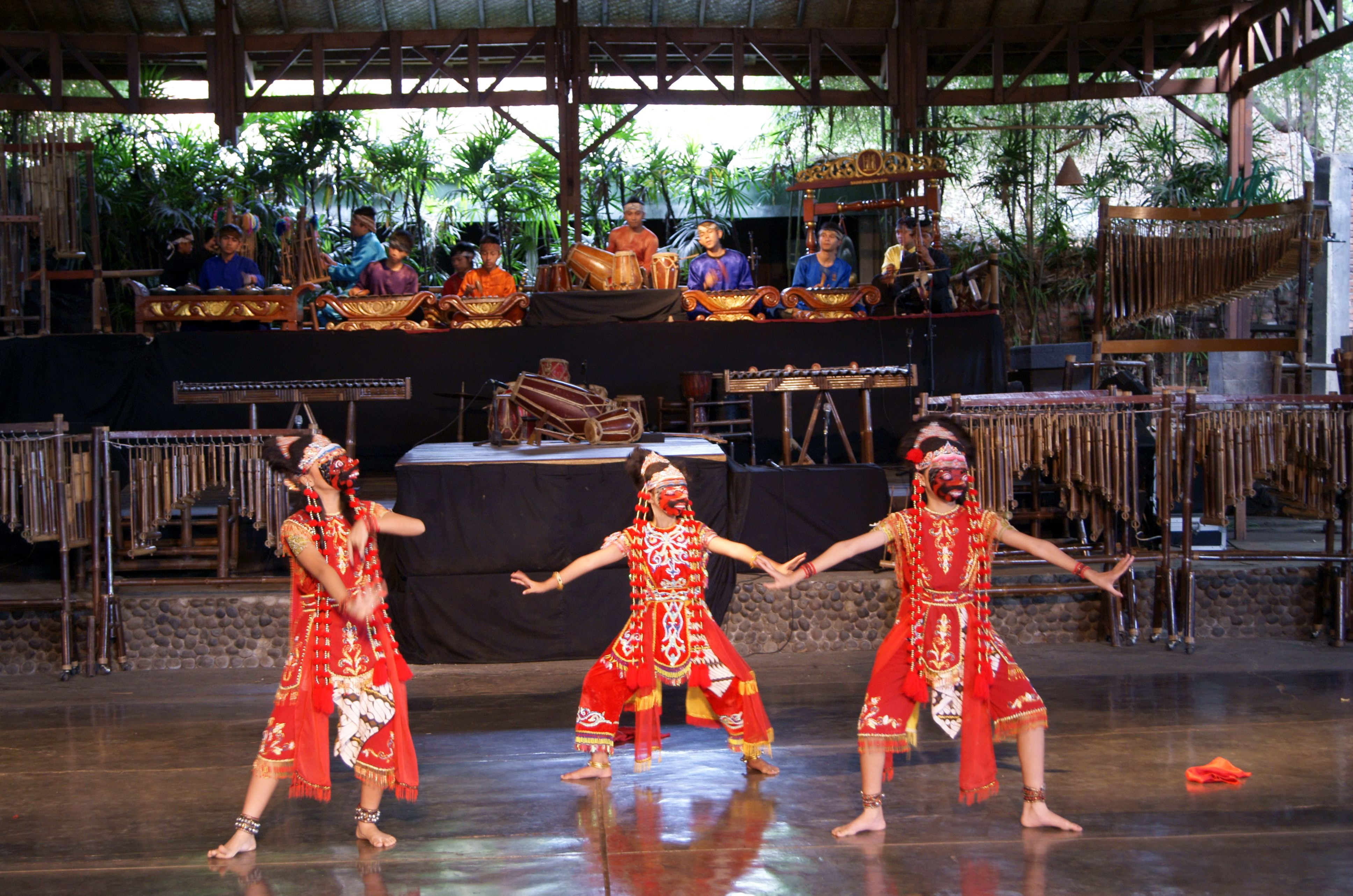
Topeng Kandaga, una forma de ballarí sundanès

La dansa de màscares Cireon o tari topeng Cirebon és una forma d'art indígena local de Cirebon a Java, incloent Indramayu i Jatibarang, Java Occidental i Brebes, Java central. La dansa de màscares de Cirebon té molta varietat, tant pel que fa a l'estil de dansa com a les històries que es volen transmetre. La dansa de la màscara pot ser realitzada per ballarins solistes o pot ser realitzada per diverses persones. Els moviments gràfics de la mà i del cos, i l'acompanyament musical dominat per tambors i violí, són marques d'identitat d'aquesta modalitat. La dansa de la màscara de Cirebon podria representar la història del príncep Panji de Java oriental del segle xv o una altra història de Majapahit. Topeng Klana Kencana Wungu és una dansa de màscara de Cirebon amb un estil de màscara Parahyangan que mostra la història de la reina Kencana Wungu de Majapahit sent perseguida pel grotesc i aspre King Minak Jingga de Blambangan. El Sudanès de ball Topeng Kandaga és similar a e influenciat per Cirebon Topeng, on els ballarins fan servir màscares i vestits vermells.

## Topeng a Malang
A Java oriental, la dansa topeng es diu wayang gedog i és la forma d'art més coneguda de la regió de Malang de l'est deJava. Les representacions teatrals de Wayang Gedog inclouen temes de les històries del cicle Panji del regne de Janggala, i els intèrprets usen màscares conegudes com a wayang topeng o wayang gedog. La paraula gedog prové de kedok que, com topeng, significa "màscara".
Aquestes actuacions se centren en una història d'amor sobre la princesa Candra Kirana de Kediri i Raden Panji Asmarabangun, el llegendari príncep hereu de Janggala. Candra Kirana va ser l'encarnació de Dewi Ratih (la deessa hindú de l'amor) i Panji va ser una encarnació de Kamajaya (el déu hindú de l'amor). La història de Kirana ha estat titulada Smaradahana ("El foc de l'amor"). Al final de la complicada història finalment es casen i tenen un fill anomenat Raja Putra.

## Topeng Jogja

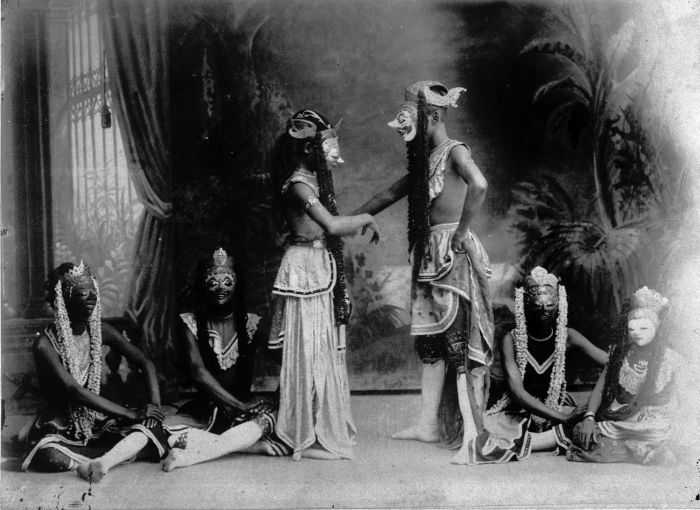
Wayang Gedog

A la tradició de Yogyakarta, la dansa de la màscara forma part de les actuacions de wayang wong. Compost i creat pel Sultan Hamengkubuwono I (1755–1792), certs personatges com el wanara (mico) i el denawa (gegant) de Ramayana i Mahabharata usen màscares, mentre que el cavaller i les princeses no usen màscares. El punakawan (bufó) podria utilitzar una mitja-màscara (una màscara sense mandíbula) perquè pogués parlar de manera lliure i clara. Significativament aquí, el bigoti està pintat de negre. Les danses Topeng Klono Alus, Topeng Klono Gagah i Topeng Putri Kenakawulan són danses clàssiques de la cort de Yogyakarta, derivades de la història de Raden Panji del llegat de Majapahit del segle xv. El Klono Alus Jungkungmandeya i el Klono Gagah Dasawasisa són danses emmascarades adaptades a les històries de Mahabharata.

## Topeng Surakarta
El topeng de la cort de Surakarta Sunanate és similar a l'estil i al tema de les variants de Yogyakarta. Les diferències es veuen en l'artesania de les màscares; el cabell facial està representat amb pèl o fibra, mentre que l'estil Yogyakarta utilitza pintura negra. De manera similar a Yogyakarta, el Sukarta topeng punakawan (bufó) sovint utilitza una mitja-màscara sense mandíbules.

## Topeng Betawi
Betawi mask dance o tari topeng Betawi és un ball de màscares del poble betawi de Jakarta.